# Нильмногообразие
Нильмногообразие — это гладкое многообразие, имеющее транзитивную нильпотентную группу диффеоморфизмов, действующих на этом многообразии. Нильмногообразие является примером однородного пространства и диффеоморфно факторпространству {\displaystyle N/H}, факторгруппе нильпотентной группы Ли N по замкнутой подгруппе H.  Термин ввёл Анатолий И. Мальцев в 1951 году.
В римановой категории имеется также исчерпывающее определение нильмногообразия.  Риманово многообразие называется однородным нильмногообразием, если существует нильпотентная группа изометрий, действующих на него транзитивно.  Требование, что транзитивная нильпотентная группа действует изометриями, приводит к следующей характеризации: любое однородное нильмногообразие изометрично нильпотентной группе Ли с левоинвариантной метрикой (см. статью Вильсона).
Нильмногообразия являются важными геометрическими объектами и в конкретных примерах часто появляются со специфическими свойствами. В римановой геометрии эти пространства всегда имеют смешанную кривизну, почти плоские многообразия возникают как факторпространства нильмногообразий, а компактные нильмногообразия использовались для построения элементарных примеров коллапса римановых метрик в потоках Риччи.
Кроме большой роли в геометрии нильмногообразия, к ним растёт интерес как имеющих роль в арифметической комбинаторике (см. статью Гриина и Тао) и эргодическую теорию (см., например, статью Хоста и Кра).

## Компактные нильмногообразия
Компактное нильмногообразие — это нильмногообразие, являющееся компактным.  Одним из способов построения таких пространств является рассмотрение односвязной нильпотентной группы Ли N и дискретной подгруппы {\displaystyle \Gamma }.  Если подгруппа {\displaystyle \Gamma } действует кокомпактно (посредством правого умножения) на N, то фактормногообразие {\displaystyle N/\Gamma } будет  компактным нильмногообразием.  Как показал Мальцев, любое компактное нильмногообразие получается таким способом.
Такая подгруппа {\displaystyle \Gamma } как выше называется решёткой в N.  Нильпотентная группа Ли допускает решётку только тогда, когда её алгебра Ли допускает базис с рациональными структурными константами — это критерий Мальцева.  Не все нильпотентные группы Ли допускают решётки. Для деталей см. статью  М. С. Раунатана.
Компактное риманово нильмногообразие — это компактное риманово многообразие, которое локально изометрично нильпотентной группе Ли левоинвариантной метрикой.  Эти пространства строятся следующим образом.  Пусть {\displaystyle \Gamma } будет решёткой в односвязной нильпотентной группе Ли N как выше.  Снабдим N левоинвариантной (римановой) метрикой.  Тогда подгруппа {\displaystyle \Gamma } действует посредством изометрий на N через левое умножение.  Тогда факторпространство {\displaystyle \Gamma \backslash N} является компактным пространством, локально изометричным N.  Заметим, что это пространство естественным образом диффеоморфно {\displaystyle N/\Gamma }.
Компактные нильмногообразия также возникают как главное расслоение.  Например, рассмотрим 2-ступенную нильпотентную группу Ли N, которая допускает решётку (см. выше).  Пусть {\displaystyle Z=[N,N]} будет коммутатором подгруппы N.  Обозначим через p размерность коммутатора Z и через q коразмерность Z, то есть размерность N равна p+q.  Известно (см. статью Raghunathan), что {\displaystyle Z\cap \Gamma } является решёткой в Z.  Следовательно, {\displaystyle G=Z/(Z\cap \Gamma )} является p-мерным компактным тором.  Поскольку Z является центральным в N, группа G действует на компактное нильмногообразие {\displaystyle P=N/\Gamma } с факторпространсвом {\displaystyle M=P/G}.  Это базовое многообразие M является q-мерным компактным тором.  Было показано, что любой главный пучок торов над тором имеет этот вид, см статью Полайса и Стьюарта. Более общо, компактное нильмногообразие является пучком торов над пучком торов над пучком торов ... над тором.
Как было упомянуто выше, почти плоские многообразия являются, по существу, компактными нильмногообразиями.  См. соответствующую статью для большей информации.

## Комплексные  нильмногообразия
Исторически, комплексное нильмногообразие означает факторгруппу комплексной нильпотентной группы Ли по кокомпактной решётке. Примером такого нильмногообразия является многообразием Ивасавы. С 1980-х годов другое (более общее) понятие комплексного  нильмногообразия постепенно вытеснило это понятие.
Почти комплексная структура на вещественной алгебре Ли g — это эндоморфизм {\displaystyle I\colon \;g\rightarrow g}, квадрат которого равен 
−Idg. Этот оператор называется комплексной структурой, если его собственные пространства, соответствующие собственным значениям
{\displaystyle \pm {\sqrt {-1}}}, являются подалгебрами в {\displaystyle g\otimes {\mathbb {C} }}. В этом случае I определяет левоинвариантную комплексную структуру на соответствующей группе Ли. Такое многообразие (G,I) называется многообразием комплексной группы.
Таким образом, любое связное комплексное однородное многообразие, снабжённое свободным транзитивным голоморфным действием на вещественную группу Ли, получается таким способом.
Пусть G будет вещественной нильпотентной группой Ли. Комплексное нильмногообразие является фактором многообразия комплексной группы (G,I), снабжённой левоинвариантной комплексной структурой, по дискретной кокомпактной решётке, действующей справа.
Комплексные нильмногообразия обычно не являются однородными как комплексные многообразия.
В комплексной размерности 2 единственными комплексными нильмногообразиями являются комплексный тор и Поверхность Кодайры.

## Свойства
Компактные нильмногообразия (за исключением тора) никогда не формальны. Из этого немедленно следует, что компактные нильмногообразия (за исключением тора) не допускают Кэлерову структуру (см. также статью Бенсона и Гордона).
Топологически все нильмногообразия могут быть получены как итерированные пучки торов над тором. Это легко  видеть из убывающего центрального ряда.

## Примеры

### Нильпотентные группы Ли
Из определения выше для однородного нильмногообразия ясно, что любая нильпотентная группа Ли с левоинвариантной метрикой является однородным нильмногообразием.  Наиболее известными нильпотентными группами Ли являются группы матриц, диагональные элементы которых равны 1, а все поддиагональные элементы нулевые.
Например, Группа Гейзенберга является 2-ступенной нильпотентной группой Ли.  Эта нильпотентная группа Ли также является особенной, поскольку позволяет компактное частное.  Группой {\displaystyle \Gamma } могут быть верхнетреугольные матрицы с целыми элементами. Результирующее нильмногообразие трёхмерно. Одной из возможных фундаментальных областей является (изоморфна) [0,1]3 с гранями, идентифицированными надлежащим образом.  Это потому, что элемент {\displaystyle {\begin{pmatrix}1&x&z\\&1&y\\&&1\end{pmatrix}}\Gamma } нильмногообразия может быть представлен элементом {\displaystyle {\begin{pmatrix}1&\{x\}&\{z-x\lfloor y\rfloor \}\\&1&\{y\}\\&&1\end{pmatrix}}} в фундаментальной области. Здесь {\displaystyle \lfloor x\rfloor } означает функцию «пол» от x, а{\displaystyle \{x\}} означает дробную часть.  Появление функции «пол» здесь является подсказкой о связи нильмногообразий с аддитивной комбинаторикой — так называемые скобочные многочлены или обобщённые многочлены, важны в анализе Фурье высокого порядка.

### Абелевы группы Ли
Наиболее простым примером служит любая абелева группа Ли.  Это потому, что любая такая группа является нильпотентной группой Ли.  Например, можно взять группу вещественных чисел по сложению и дискретную кокомпактную подгруппу, состоящую из целых чисел.  Полученное 1-ступенное нильмногообразие является знакомым кольцом {\displaystyle \mathbb {R} /\mathbb {Z} }.  Другим известным примером может служить компактный 2-тор или евклидово пространство по сложению.

## Обобщения
- Инфранильмногообразие
- Солвмногообразие. Параллельное построение на основе разрешимой группы Ли даёт класс пространств, называемых солвмногообразиями (или разрешимыми многообразиями). Важным примером разрешимых многообразий являются поверхности Иноуэ, известные в комплексной геометрии[англ.].